# Caccinia kotschyi
Caccinia kotschyi är en strävbladig växtart som beskrevs av Pierre Edmond Boissier. Caccinia kotschyi ingår i släktet Caccinia och familjen strävbladiga växter. Inga underarter finns listade i Catalogue of Life.